# Юлія Саніна
Ю́лія Олекса́ндрівна Бе́бко, до шлюбу Голова́нь (нар. 11 жовтня 1990, Київ, Україна), відома як Ю́лія Са́ніна — українська співачка, авторка пісень, блогерка, телеведуча. З 2011 року — фронтвумен українського гурту The Hardkiss. Членкиня журі та наставниця сьомого сезону талант-шоу «X-Фактор» на телеканалі СТБ у 2016 році. Учасниця сьомого сезону телешоу Танці з зірками» на «1+1» разом із партнером Дмитром Жуком (2-ге місце). Членкиня журі Національного відбору на Євробачення 2023. Ведуча Євробачення 2023. Тренерка 13-го сезону «Голосу країни». Ведуча Національного відбору на Євробачення 2024.
У складі гурту The Hardkiss багаторазова лауреатка і номінантка українських національних музичних премій «Золота жар-птиця», YUNA, M1 Music Awards.
У 2020 році здобула перемогу як сольна виконавиця у музичній премії Золота жар-птиця в категорії «Балада року» за дуетну пісню з Тіною Кароль — «Вільна». У 2021 році з цією ж піснею вони стали найкращим дуетом року за підсумками музичної премії YUNA.
У 2020 та 2021 роках увійшла до 100 найвпливовіших жінок України за версією журналу «Фокус».

## Життєпис

### Ранні роки
Народилась 11 жовтня 1990 року у Києві у сім'ї музикантів. На час народження Юлії батькові було 21 років, матері — 20. У трирічному віці вперше заспівала на сцені в супроводі ансамблю, яким керував її батько. Згодом співала різну музику в дитячих шоу-групах, сольних виступах та у складі джазового біг-бенду.

### Навчання
У 2005 році закінчила дитячу музичну школу джазового та естрадного мистецтва.
Згодом вступила до інституту філології Київського національного університету імені Тараса Шевченка (який закінчила у червні 2013 року з дипломом магістра; за фахом фольклористики).
Під час навчання в інституті захоплювалась журналістикою.

### Кар'єра
2006, у 15-річному віці, була учасницею телевізійного шоу «Хочу бути зіркою» на українському телеканалі «1+1», у фіналі якого поступилась Міші Марвіну.
У 2006—2008 роках була солісткою гурту «Sister Siren», спільна робота гурту разом з «Green Grey» «Trideo» викликала зацікавлення у співробітництві в продюсерів фільму «Вавилон нашої ери», крім того гурт виступав на розігріві в Ленні Кравіца, згодом був перейменований на «Sirena» і невдовзі припинив існування.
Як студійна бек-вокалістка співпрацювала з Русланом Квінтою. З ним записувала бек-вокальні партії для альбомів Ані Лорак, пісні для «НеАнгелів», Миколи Баскова, Софії Ротару, Міки Ньютон та багатьох інших.
Працюючи журналісткою, на одному з інтерв'ю познайомилася з музичним продюсером Валерієм Бебком, який працював на телеканалі «MTV Україна». У вересні 2011 року Юлія Саніна та Валерій Бебко створили російськомовний попдует Val & Sanina. Було записано пробне відео та декілька пісень. Одна з них — «Любовь настала» (слова Роберта Рождественського, музика Раймонда Паулса).
Незабаром вони змінили імідж та назву гурту, додали «важкості» у звучання, почали співати англійською — так народився гурт The Hardkiss. Бебко та Саніна самостійно писали музику та тексти. Тієї ж осені гурт випустив декілька пісень і записав дебютний відеокліп на пісню «Babylon». Також у кінці жовтня 2011 року The Hardkiss виступили на розігріві британського гурту Hurts. До кінця 2011 року гурт випустив ще один кліп під назвою «Dance with me», що отримав ротацію на провідних музичних каналах.
Уже в лютому 2012 року The Hardkiss підписали контракт із лейблом Sony BMG. Колектив швидко здобув популярність та низку нагород в Україні та за кордоном.

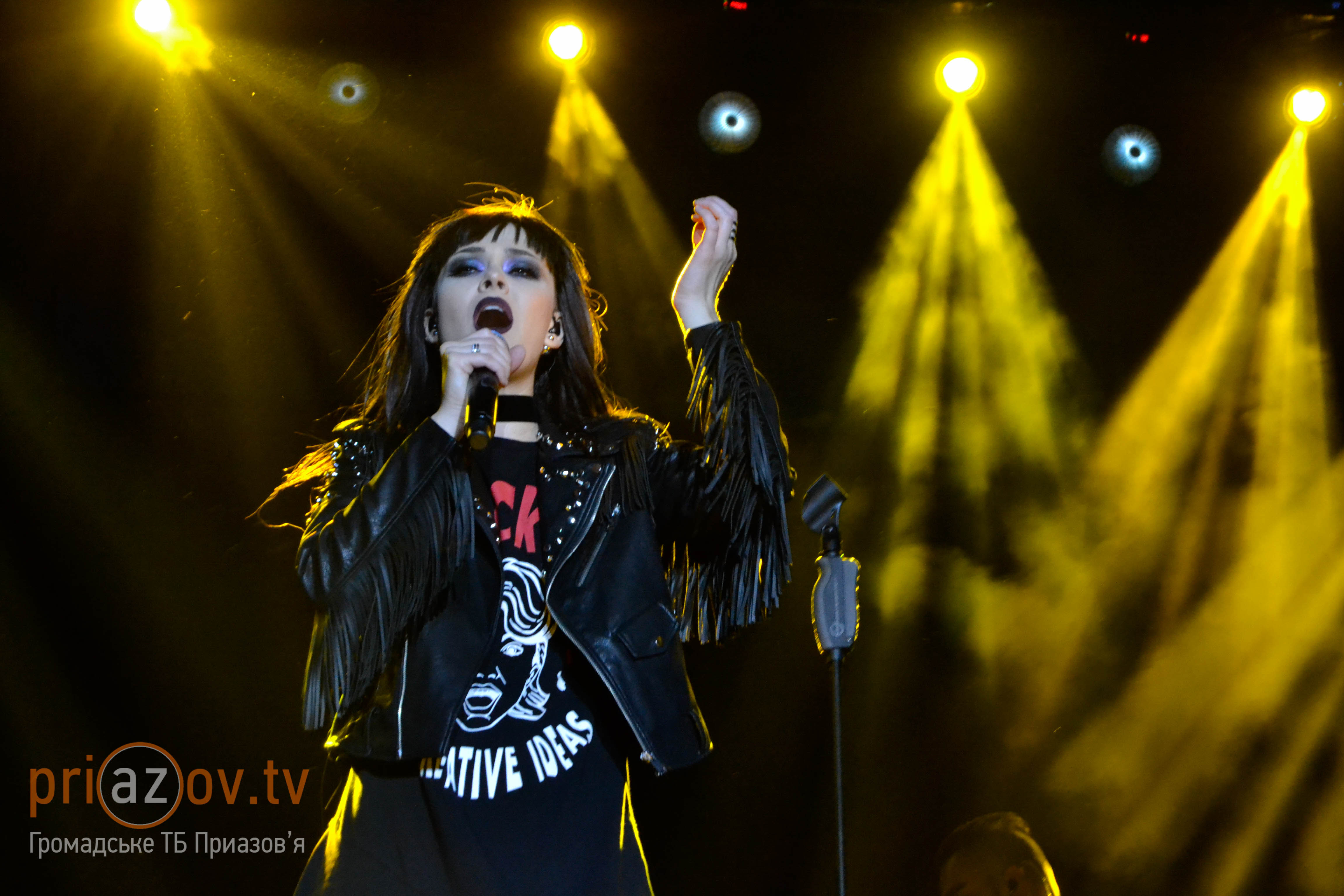
Саніна на фестивалі MRPL City 2017.

У грудні 2014 року Юлія Саніна почала публікувати на сайті YouTube відеоблоги про своє життя та залаштункову роботу гурту The Hardkiss.
Саніна стала членкинею журі та наставницею сьомого сезону талант-шоу «X-Фактор» на телеканалі СТБ у 2016 році.
У 2017 році Саніна озвучила Смурфквітку для українського дубляжу мультфільму «Смурфики: Загублене містечко». Цього ж року восени брала участь у 4-му випуску 3-го сезону ігрового шоу «Суперінтуїція».
Також у грудні група The Hardkiss виступала у фіналі 4-го сезону шоу «Топмодель по-українськи».

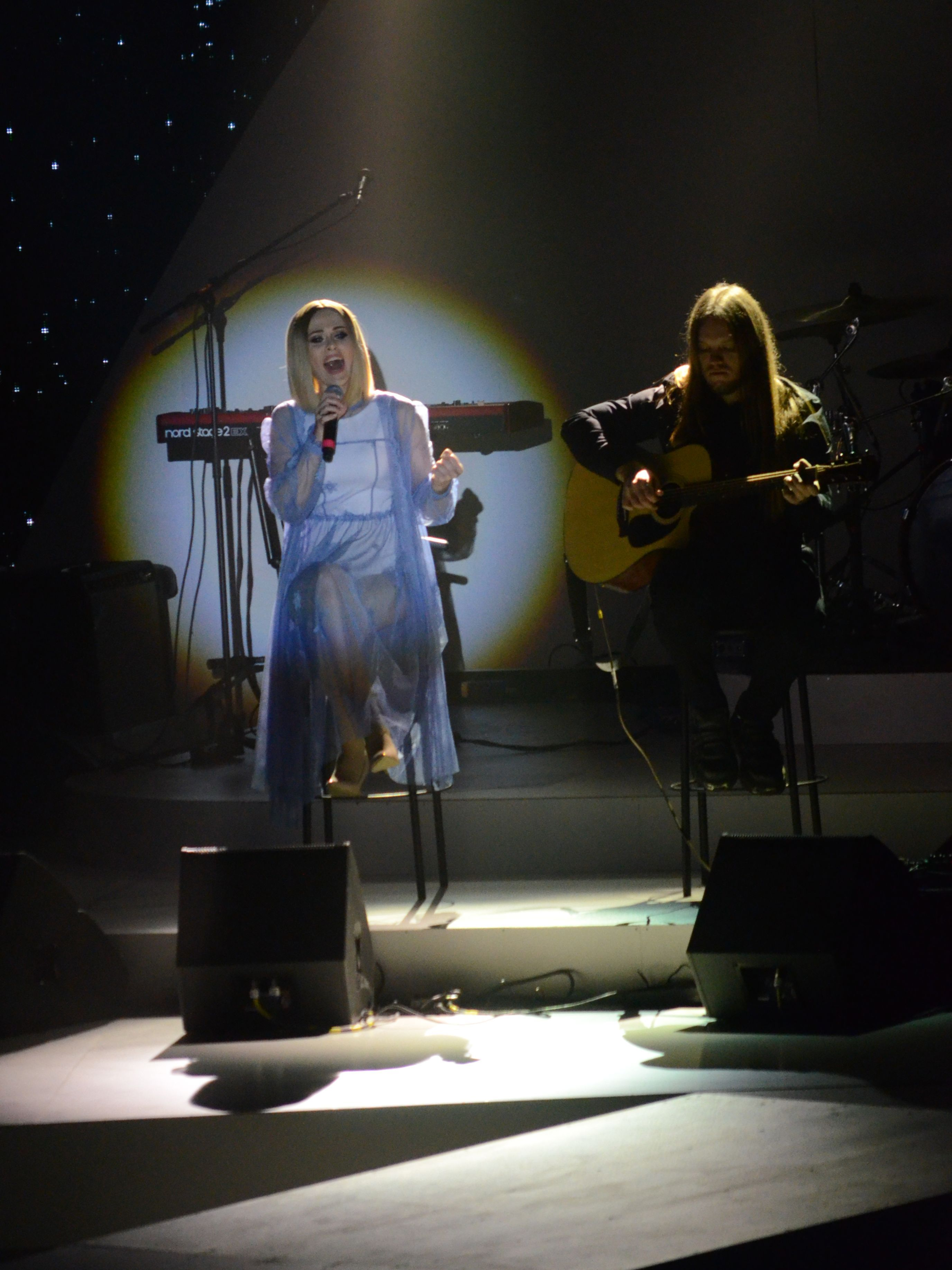
Виступ The Hardkiss на церемонії проводів паралімпійської збірної команди України на XII зимові Паралімпійські ігри, 28 лютого 2018 року.

У вересні 2018 року Юлія Саніна брала участь у 4-го випуску 8-го сезону шоу «Зважені та щасливі» як зіркова гостя. Цього ж року в такій же ролі брала участь у 14-му випуску 5-го сезону шоу «Топ-модель по-українськи».

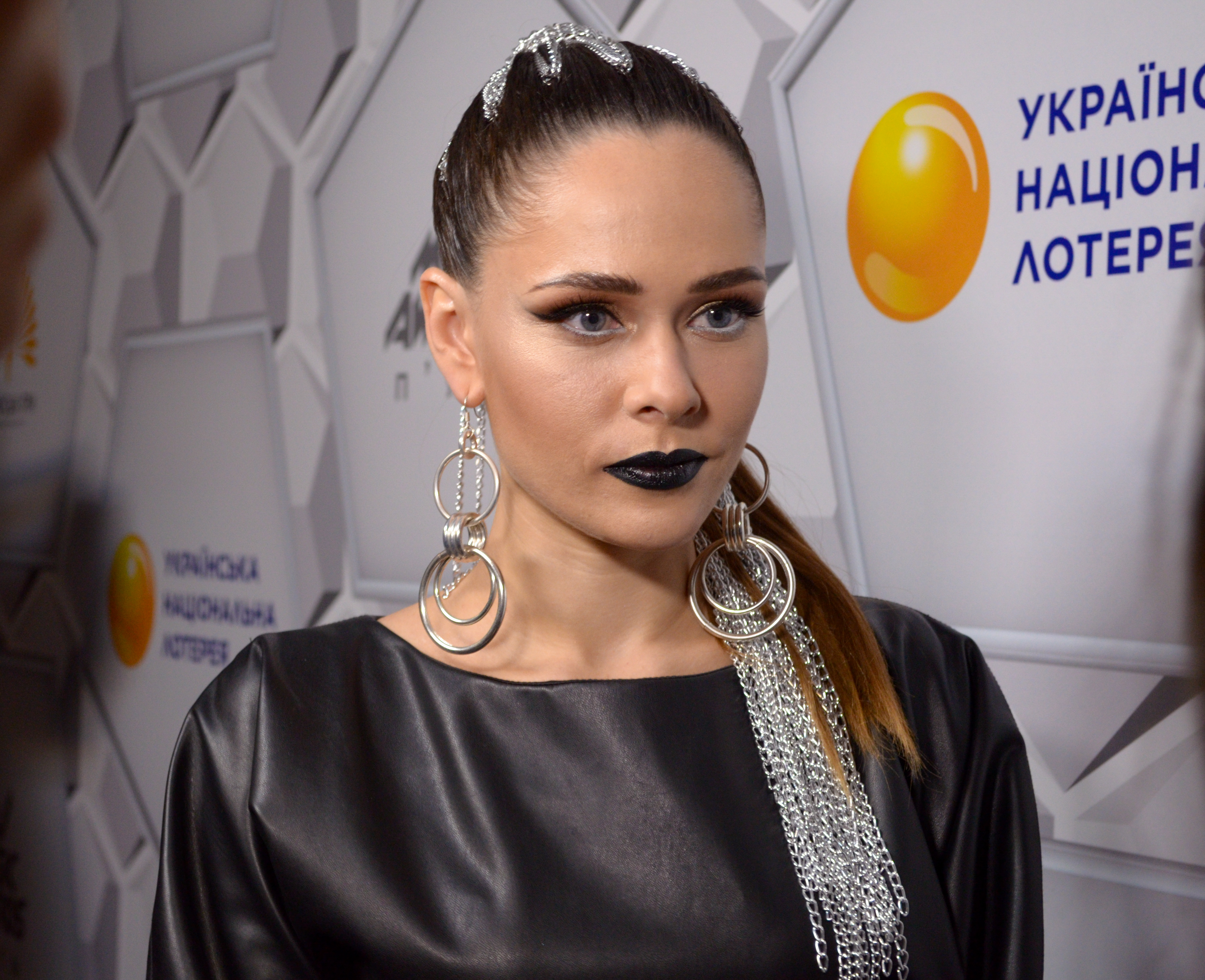
Юлія Саніна на червоній доріжці M1 Music Awards 2019

12 грудня 2019 року вийшла дуетна пісня Саніної та Тіни Кароль «Вільна», що стала саундтреком до фільму «Віддана».
У 2020 році Юлія Саніна брала участь у танцювальному шоу «Танці з зірками» у парі з хореографом Дмитром Жуком, зайнявши у фіналі проєкту 2-ге місце.
Цього ж року восени брала участь у розважальному телешоу Маскарад, де ховалася під маскою Дракоші, а також зайняла 3-тє місце. У жовтні брала участь у 1-му випуску 2-го сезону шоу «Діти проти зірок».
У березні 2021 року Юлія Саніна брала участь у 4-му епізоді шоу зіркових пародій «Ліпсінк Батл». Тоді ж була ведучою у 4-му випуску спецсезону розважального тревел-шоу «Орел і решка — 10 років» разом зі співаком Alekseev. Епізод був присвячений місту Медельїн, Колумбія. За правилами програми, Alekseev повинен був прожити вихідні на 100 доларів США, а Юлія мала змогу витрачати необмежені кошти, які зберігалися на золотій карті.

У травні 2021 року брала участь у 12-го випуску ігрового шоу «Де логіка». Цього ж року восени брала участь у 2-му сезоні розважального телешоу «Маскарад», де була членом однієї з команд детективів разом із гумористом Юрієм Ткачем та ведучою Машею Єфросініною. У другій команді були співаки Ірина Білик та Володимир Дантес, а капітаном став гуморист Ігор Ласточкін. У вересні брала участь у 4-му випуску музичного телешоу «Співають всі» на телеканалі «Україна», як зіркова гостя суддівської сотні. У жовтні взяла участь у 6-му випуску 8-го сезону танцювального шоу «Танці з зірками» в якості четвертої зіркової судді.

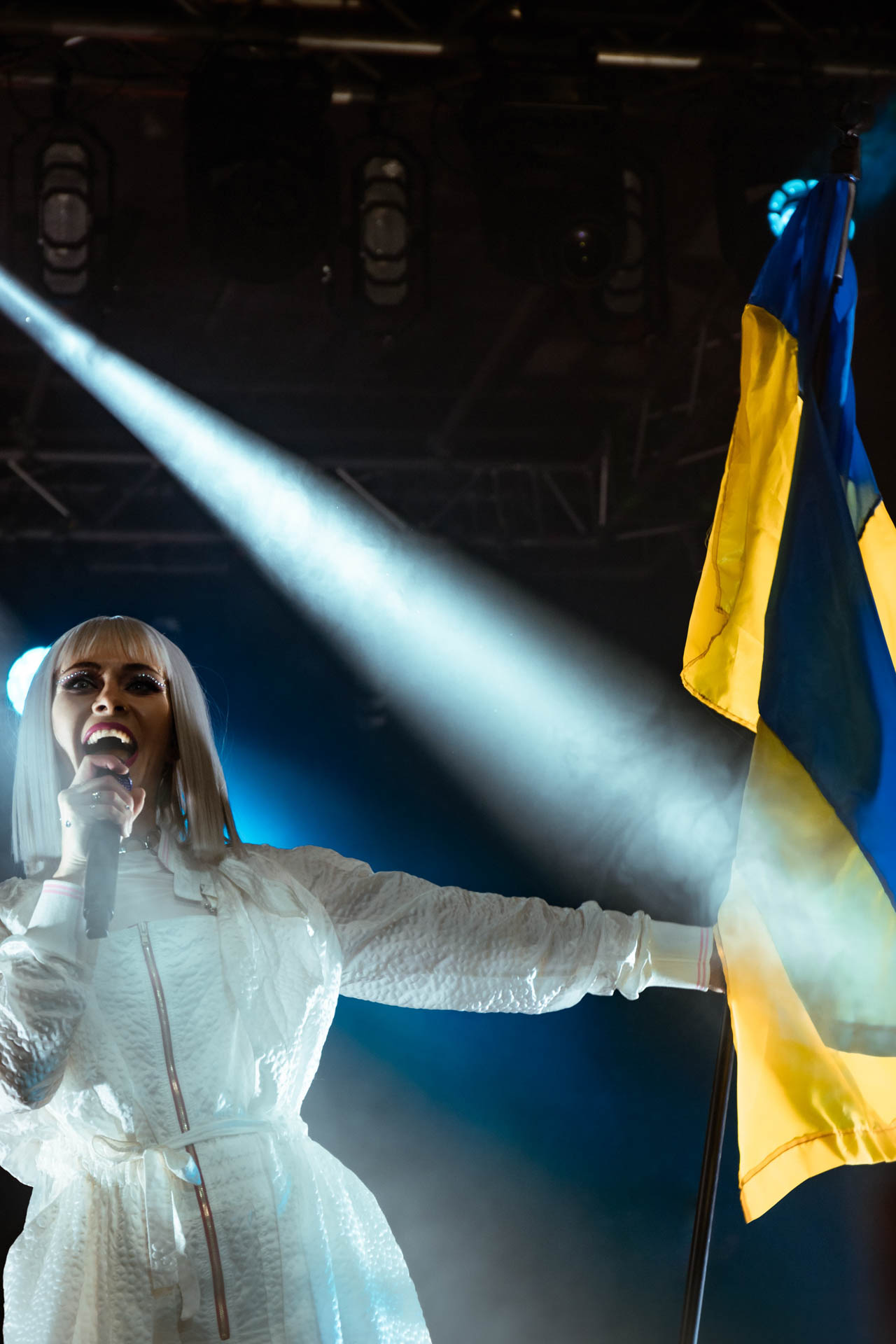
The Hardkiss, 2022

17 грудня 2022 року була обрана народним голосуванням разом із Джамалою та Тарасом Тополею до трійки журі Національного відбору на Євробачення 2023. Пізніше вона перемогла на кастингу ведучих, що проводився у Великій Британії і стала ведучою Євробачення 2023 разом із британською співачкою Алішою Діксон, британською акторкою Ганною Ваддінгем, а у фіналі 13 травня до них приєднається ірландський телеведучий та британський коментатор конкурсу з 2009 року Грем Нортон. Під час офіційного відкриття «Євробачення 2023» співачка зустрілася з королем Сполученого королівства Чарльзом III та королевою-консортом Каміллою, згодом король запросив Юлію на аудієнцію, де відбулася ґрунтовна розмова на тему України.
9 травня Саніна розпочала перший півфінал «Євробачення» в латексно-вогняній сукні від українського бренду «GUDU», що нагадує образ Переспівниці Катнісс Евердін із «Голодних ігор».
26 вересня 2024 Jerry Heil та Юлія Саніна випустили спільну пісню WABI-SABI та кліп на неї, які були натхненні японською філософією прийняття змін.
20 листопада 2024 року Юлія Саніна повідомила, що вона озвучила в грі S.T.A.L.K.E.R. 2: Серце Чорнобиля, що щойно вийшла, персонажку Агату.

### Особисте життя
Юлія Саніна одружилася з Валерієм Бебком, креативним продюсером та гітаристом гурту The Hardkiss через два роки після знайомства. Стосунки пара приховувала протягом п'яти років (з 2009). Весілля було оформлене в українському автентичному стилі.
21 листопада 2015 року народила сина Данила.

## Стиль
Над іміджем The Hardkiss працюють стилісти Слава Чайка та Віталій Дацюк. Також гурт співпрацює з молодими дизайнерами (Ivanova, Bekh, Надя Дзяк, Anouki Bicholla та ін.). Юлія Саніна захоплюється творчістю дизайнерів Alexander MC Queen, Vivienne Westwood, Gareth Pugh. А буденно залюбки вдягається в одяг марок Diesel, H&M, Topshop.

## Благодійність
2014 року Юлія Саніна взяла участь у зйомці для благодійного календаря «Щирі», присвяченого українському національному костюму та його популяризації. Проєкт було реалізовано зусиллями ТЦ «Домосфера» та комунікаційної агенції Gres Todorchuk. Усі кошти від реалізації календаря було передано на допомогу пораненим бійцям АТО до Київського військового шпиталю та центру волонтерства Українського католицького університету «Волонтерська Сотня».
Із початку повномасштабного вторгнення росії в Україну The Hardkiss здійснили численну кількість благодійних турів Європою та США[джерело?]. Метою цих турів було зібрати підтримку та кошти для українських гуманітарних потреб. Гурт виступав у різних містах світу, часто заповнюючи великі зали українськими емігрантами та місцевими мешканцями, які хотіли підтримати Україну. Ці концерти були не лише музичними заходами, а й платформами для поширення інформації про війну та її вплив на українське суспільство.

## Дискографія

### Сингли
| Рік  | Назва                     | Найвища позиція в чарті | Альбом            |
| Рік  | Назва                     | UKR TOP 40              | Альбом            |
| ---- | ------------------------- | ----------------------- | ----------------- |
| 2019 | «Вільна» (з Тіною Кароль) | 1                       | Сингл без альбому |

## Нагороди та відзнаки
- Дипломантка фестивалю «Чорноморські ігри 1999» Переможниця телевізійного конкурсу «Крок до зірок 2001»
- Лауреатка фестивалю «Христос у моєму серці»
- Лауреатка II премії Міжнародного фестивалю «Світ молодих 2001» (Будапешт)
- Лауреатка фестивалю «Ритми джазу»
- Лауреатка I премії Міжнародного дитячого фестивалю «Слов'янський базарчик 2002»
- Дипломантка дитячого джазового фестивалю ім. Утьосова (Одеса, 2004)
- Лауреатка дитячого джазового фестивалю «Атлант М» (2003, 2004)
- Фіналістка телевізійного конкурсу «Хочу бути зіркою» (2006)[8]
- Переможниця премії «Viva! Найкрасивіші-2018» у номінації «Вибір Viva!»[46]
- Володарка премії Золота жар-птиця у категорії «Балада року» за дуетну пісню з Тіною Кароль — «Вільна»[1][47].
- Юлія Саніна у березні 2021 року стала однією з 36 українок, обличчя та силует яких стали прообразом української серії ляльок «Барбі» «Barbie: Пані України»[48]
- У 2021 році у дуеті з Тіною Кароль здобула перемогу в музичній премії YUNA за пісню «Вільна» у номінаціях: Найкраща пісня для фільму та Найкращий дует, а також пісня була номінована як Найкраща пісня року[2]
- Починаючи з 2013 року Саніна як солістка гурту The Hardkiss у складі гурту багаторазово ставала номінанткою та лауреаткою найпрестижніших музичних премій України.